# AAR ABt
Het stuurstandrijtuig ABt van Stadler Rail, vormen een lichtgewichttrein met lagevloerdeel voor het regionaal personenvervoer van de AAR Bus + Bahn (AAR) in Zwitserland.

## Geschiedenis
In 2008 bestelde AAR Bus + Bahn (AAR) 11 stuurstand rijtuigen bij Stadler Rail. Hierbij werden draaistellen van oudere rijtuigen opnieuw gebruikt.

## Constructie en techniek
Het rijtuig is opgebouwd uit een aluminium frame met een frontdeel van GVK. Het rijtuig heeft een lagevloerdeel. De rijtuigen zijn uitgerust met een volautomatische Scharfenbergkoppeling. Deze rijtuigen kunnen met een treinstel van het type Be 4/4 gecombineerd in treinschakeling rijden. Zij zijn uitgerust met luchtvering.

## Treindiensten
De rijtuigen werden door AAR Bus + Bahn (AAR) ingezet op het traject:
- Spoorlijn Aarau - Schöftland, Suhrentalbahn
- Spoorlijn Aarau - Menziken, Wynentalbahn